# Alexandre Cazeau de Roumillac
Pour les articles homonymes, voir Casaux.
Alexandre Cazeau (aussi orthographié Casaux, Casaud, Cazaud ou encore Cazaux), sieur de Roumillac, dit le marquis de Casaux, né à Basse-Terre en Guadeloupe en 1727 et mort à Londres en 1796, est un militaire, planteur colonial, économiste et politicien français. Penseur physiocrate, ses écrits d'économie politique ont influencé Mirabeau, qui s'en inspira directement dans plusieurs de ses discours.

## Biographie

### Origines et famille
Issu d'une famille originaire d'Angoulême, Jean Alexandre Charles Cazeau de Roumillac naît à Saint-François de Basse-Terre, en Guadeloupe, le 5 septembre 1727. Son père, Jean-François Cazaud du Breuil (mort à Angoulême en 1739), avocat, conseiller du Roi, et commissaire aux requêtes du Palais au Parlement de Bordeaux, et sa mère, Marthe Catherine de Bologne (morte à Angoulême en 1744), créole blanche de Guadeloupe, sœur de Georges de Bologne et dame de Roumillac, se sont mariés en l'église Saint-Pierre de Bordeaux le 16 février 1724.
Alexandre Cazeau est d'abord officier de dragons au régiment de Surgères à partir de 1745 sous le nom de Cazaud de Roumilhac (il dira avoir participé à la guerre de succession d'Autriche). Il démissionne en 1752 et se marie, le 19 septembre de la même année, à la paroisse Saint-André d'Angoulême avec Calixte Sylvie Benoît, fille de François Benoît des Essards, riche négociant en draps de soie d'Angoulême, et de Jeanne Fauconnier. Ensemble ils ont un fils avant leur mariage, Jean-François Cazaud de Roumillac, puis deux filles, Marie-Marthe de Cazaux et Mélanie-Sophie de Cazaux.

### Planteur aux Antilles
Attiré par les « Isles », il débarque en 1753 à la Grenade, alors colonie française. Dès son arrivée, Alexandre Cazeau s’installe comme planteur au nord-est de l'île, au pied du piton de Lavera, sur la paroisse des Sauteurs. La plantation, sur laquelle travaillent des engagés et des esclaves, produit un peu de cacao, de café, de coton, mais surtout du sucre. Cazeau, passionné d’agronomie et de philosophie, tente de mettre ses théories en pratique, tant en expérimentant fructueusement de nouvelles méthodes de culture, qu’en traitant ses Noirs avec une « humanité peu courante à l’époque ».
Dans son Essai sur l'art de cultiver la canne et d'en extraire le sucre, paru à Londres en 1781, il affirme : « Sans parler comme législateur, comme chrétien, comme philosophe, mais simplement comme agriculteur, c'est une mauvaise économie de dépenser beaucoup d'argent pour en acheter de nouveaux (des nègres) lorsque, avec un peu d'argent et quelque indulgence, on peut conserver les anciens qui valent beaucoup mieux [...] On peut faire la même quantité de sucre avec beaucoup moins de nègres, mais en les traitant avec plus de douceur [...] »
Après plusieurs allers et retours en métropole, il se fixe sur l'île en 1757 avec son fils Jean-François et sa fille Marie-Marthe. Pour sauvegarder ses intérêts, il se rallie aux Anglais, quand ceux-ci prennent possession de l'île en 1759, et change de nationalité. Il se fait nommer député des Français de l'île auprès de George III en 1767.

### Retour en Europe
Fortune faite, Cazeau rentre en Europe en 1777 où il partage son temps entre Londres et Paris. Il publie des brochures sur l’industrie sucrière, ce qui lui permet d’intégrer la Société Royale de Londres le 13 avril 1780. La Grenade étant revenue à la France en 1779, il se fait l’avocat des colons britanniques auprès de Louis XVI.
En 1782, il intègre la loge maçonnique de Saint-Jean de la Vertu persécutée d'Avignon.

### Pseudo-marquis
Afin d'avoir plus de prestance dans les salons qu'il fréquente, Cazeau s'invente une parenté avec la vieille famille gasconne des du Gout de Cazaux et se prétend Marquis de Casaux. C’est en se parant de ce titre usurpé qu’il signe au contrat de mariage de sa fille, le 18 décembre 1782, avec l’authentique marquis Louis-Sauveur de Roux, âgé de 39 ans. Quelques semaines plus tard, les nouveaux époux sont déjà en instance de séparation. Craignant de voir sa supercherie généalogique découverte, Cazeau s'enfuit secrètement d’Avignon le 26 avril 1783 avec sa fille enceinte. Installés à Rome, celle-ci y meurt en septembre, en donnant le jour à un fils Alexandre-Marie-Marthe.  quitte la ville en laissant l'enfant à une nourrice qui le restitue, en 1784, à son père légal, le marquis de Roux. Lors de sa fuite en Italie, Cazeau arrive à se faire recevoir à l'académie d'agriculture de Florence.

### Auteur d'ouvrages d'économie politique
Réfugié à Londres quelques années, il profite de sa connaissance de l’industrie sucrière pour tirer un Essai sur l'art de cultiver la canne et d'en extraire le sucre (1786). Il rentre ensuite en France en 1788 et se fait connaître en publiant plusieurs écrits à tendance physiocratique. Il écrit également plusieurs essais d'économie politique, où il prône le libre-échange et l'abolition de l'impôt territorial (1790) ainsi que la mise en place d'une Constitution (1789) sur le modèle britannique.
Reconnu comme l'un des penseurs de la monarchie libérale, il se lie avec Mirabeau et participe directement à l'écriture de certains de ses discours. Proche du Club de 1789, il sera admis par la suite au Club des Jacobins. Après la mort de Mirabeau en 1791 et la chute de la Monarchie, il s'installe à Londres en 1792. C'est à cette époque qu'il participe avec Arthur Young à la rédaction puis à la traduction en français des Voyages en France: pendant les années 1787, 88, 89 et 90, qui livre des informations précieuses sur la France rurale. Il décède à Londres en 1796. 

## Œuvres
- Considérations sur quelques parties du méchanisme de sociétés, Londres, chez T. Spilsbury, 1785.
- Essai sur l'art de cultiver la canne et d'en extraire le sucre, Paris, 1786.
- Questions à examiner avant l'assemblée des États généraux par le Marquis de Casaux de la Société royale de Londres, Paris, 1788.
- Simplicité de l'idée d'une constitution, et de quelques autres qui s'y rapportent, application et conséquences par le marquis de Casaux, Paris , 1789
- Contre-protestation du Marquis de Casaux, pour répondre à la protestation qu'on a bien voulu lui envoyer par la petite-poste, & qu'il a reçue le 13 février 1789, à dix heures, 1789.
- Réflexions sur la somme d'impôt territorial que demande la Comité de l'imposition : adressées et lues le 24 septembre à la Société de 1789 par M. de Casaux, 1790.
- Absurdité de l'impôt territorial et de plusieurs autres impôts, démontrée par l'exposition des effets ou réactions des différentes espèces de taxes sur tous les prix, tant du travail que de ses produits, soit dans l'agriculture, soit dans l'industrie par le marquis de Casaux, Paris, 1790
- Discours de M. Casaux, sur l'abolition du droit paternel de tester, vivement recommandé par les économistes, lu le 2 décembre à la Société de 1789, Paris, 179?.
- Considérations sur les effets de l'impôt dans les différens modes de taxation. Précédées de quelques notions essentielles, sur les époques les plus instructives de la société, Londres, 1794